# St. Johns (Saba)
St. Johns è un centro abitato dell'isola di Saba, dipendenza dei Paesi Bassi.